# Coccus stipulaeformis
Coccus stipulaeformis är en insektsart som beskrevs av Adrian Hardy Haworth 1812. Coccus stipulaeformis ingår i släktet Coccus och familjen skålsköldlöss. Inga underarter finns listade i Catalogue of Life.